# Callinique IV de Constantinople
Pour les articles homonymes, voir Callinique.
Callinique IV de Constantinople (en grec : Καλλίνικος Ε΄ Κωνσταντινουπόλεως) fut patriarche de Constantinople du 17 juin 1801 au 22 septembre 1806, puis du 10 septembre 1808 au 23 avril 1809.